# Старовокзальная улица (Киев)
Старовокза́льная у́лица — улица в Шевченковском районе города Киева. Пролегает от Галицкой площади и улицы Саксаганского до улицы Скомороской. К Старовокзальной улице примыкают Жилянская улица и проход до железнодорожных вокзалов Киев-Пассажирский и Киев-Пригородный.
Протяжённость 500 м.

## История
Старовокзальная улица возникла в последней четверти XIX столетия под названием Степа́новская. Современное название — с 1939 года (за исключением периода нацистской оккупации города в 1941—1943 годах, когда улица имела старое наименование Степановская), в честь бывшего временного Киевского вокзала (1913—1932), к которому вела улица. Конечная часть Старовокзальной улицы дважды подвергалась реконструкции — в 1-й трети XX столетия (вследствие чего исчезла Тамо́женная у́лица, простиравшаяся перпендикулярно Старовокзальной улице, вдоль речки Лыбедь; название — от городской таможни, находившейся на ней), и в конце 1980-х годов, когда по улице была проложена трамвайная линия, в конце её обустроили площадь, к которой была выведена также улица Пестеля (до того времени пролегала до тупика).

## Памятники и мемориальные доски
Во дворе здания № 17 (супермаркет «Фуршет») находился один из немногих Киевских памятников В. И. Ленину, возведённый в 1946 году.
Снесен в начале 2014го года силами активистов.

## Географические координаты
координаты начала 50°26′46″ с. ш. 30°29′40″ в. д.
координаты конца 50°26′36″ с. ш. 30°29′20″ в. д.

## Транспорт
- Автобус 7
- Маршрутные такси 181, 427, 449, 458, 558, 564
- Трамваи 1, 3 (станция «Старовокзальная»); 
15, 18
- Станция метро «Вокзальная»

## Почтовый индекс
01032